# Sklavinen
Sklavinen (von mittelgriechisch Σκλαβηνοί Sklavenoi, auch Σκλαβινοί Sklavinoi), veraltet auch teils als Slawinen bezeichnet, war die Bezeichnung für frühe Vorfahren der Südslawen in byzantinischen Texten seit dem 6. Jahrhundert. Byzantinische Texte unterschieden zumeist die Sklavenoi von den – womöglich ostslawischen – Anten und den westslawischen Wenden, ordnen alle drei Gruppen jedoch üblicherweise als miteinander verbunden ein.
Erstmals erscheint die Bezeichnung Sklavenoi um 550 in den Historien des Prokopios von Caesarea. Sie bezeichnete eine Bevölkerungsgruppe, die nördlich der Donau an der Grenze des Oströmischen Reiches siedelte. Ihre Herkunft ist unsicher und in der modernen Forschung umstritten. Die Sklavinen besiedelten Gebiete, die von Germanen im Zuge der Völkerwanderung weitgehend verlassen worden waren.
Um 550 wird erstmals ein Einfall von ihnen in das Byzantinische Reich erwähnt. In den folgenden Jahrzehnten kam es zu wiederholten Einfällen bis weit in das Reich hinein. Seit 612 gelang es ihnen, dort dauerhafte Siedlungen zu gründen (siehe Sklavinien). 
Seit dem 7. Jahrhundert wich die Bezeichnung den Namen einzelner kleinerer Gruppen, wie Beresiten und anderen. In lateinischen Texten blieb die Bezeichnung Sclaveni bis ins 14. Jahrhundert eine allgemeine Bezeichnung für Slawen.